# Aaron ben Joseph
Aaron ben Joseph (* um 1260 in Solkhat, Krim; † um 1320) war ein karäischer Schriftgelehrter, Arzt, Bibel-Kommentator und liturgischer Dichter.

## Leben
Aaron ben Joseph stammte aus Solkhat auf der Krim und widmete sich außer einer theologischen Ausbildung, in deren Rahmen er u. a. die rabbinische Literatur und den Talmud studierte, auch dem Erlernen der Heilkunde. In seinen philosophischen Ansichten war er von den islamischen Mutaziliten beeinflusst. Bereits im Alter von 19 Jahren wurde er aufgrund seiner umfassenden theologischen Kenntnisse zum spirituellen Führer der karäischen Gemeinde seiner Heimatstadt gewählt und disputierte in dieser Eigenschaft 1279 öffentlich mit den dortigen rabbinischen Lehrern über die richtige Bestimmung des Neumondes im Monat Tischri. Er bereiste viele Länder und ließ sich schließlich in Konstantinopel nieder, wo er als Arzt wirkte. Daher erhielt er den Beinamen Harofe („der Arzt“). Er starb um 1320.
Ein bedeutendes Werk von Aaron ben Joseph ist sein 1293 fertiggestellter und Sefer ha-Mibchar betitelter Kommentar zum Pentateuch. Im Vorwort zu dieser Schrift führt er aus, dass er vorurteilslos nach der Wahrheit suche und daher den Ergebnissen seiner sorgfältigen Untersuchungen folgen werde, selbst wenn diese nicht mit der karäischen Lehre und Tradition vereinbar seien. Viele Karäer des 14. und 15. Jahrhunderts verwendeten Aarons Werk als wichtige Quelle für ihre Exegese, Theologie und Religionsphilosophie. Meist präferierte Aaron ben Joseph die einfache Ausdeutung von Bibelstellen nach ihrem offenkundigen Sinn, bisweilen verwendete er aber auch aggadische Auslegungen. Mündliche rabbinische Tradition akzeptierte er in jenen Bereichen, wo sie nicht der Bibel widerspräche. Er lehnte jene Theorie von der verbotenen Heirat ab, welche die Gesetze gegen Inzest auch auf weit entfernte Verwandte ausdehnte.
Besonders wichtig wurde Aaron ben Joseph durch sein liturgisches Werk Seder tefillot. Es wurde von den meisten karäischen Gemeinden als neues Standardgebetbuch übernommen. Aarons Liturgie blieb die offizielle Ordnung der karäischen Gottesdienste. Er fügte dabei dem alten Gebetbuch eigene liturgische Gedichte bisweilen mystischen Charakters für Schabbate und heilige Tage hinzu und nahm zusätzlich auch Hymnen von Solomon ibn Gabirol, Jehuda ha-Levi, Moses ibn Esra und anderen rabbinischen Dichtern auf. Ferner verfasste er ein Lehrgedicht, in dem er in kurzen Reimen den Inhalt und die spirituellen Lehren aller Wochenabschnitte des Pentateuch zur Belehrung des Volks darlegte.
Weitere Werke von Aaron ben Joseph sind sein Kommentare zu den frühen Propheten und Jesaja (Mibchar Jescharim) sowie zu den Psalmen. Ein von ihm erwähnter Kommentar zu Hiob ist offenbar verschollen. Auch erarbeitete er ein als Kelil jofi („Krone der Schönheit“) betiteltes, hebräisches grammatisches Handbuch, eine Kompilation älterer Werke, vermehrt um eigene Ergänzungen, darunter ein Kapitel über Bibelexegese. Das unvollendet gebliebene Werk wurde von Isaak ben Judah Tishbi fertiggestellt. Aarons Mibchar Jescharim wurde etwa 250 Jahre nach seiner Entstehung von Elias ben Abraham kommentiert.

## Werke
- Sefer ha-Mibchar, Ausgabe: Eupatoria 1835/36
- Mibchar Jescharim, Ausgabe: Abraham Firkovitch, Eupatoria 1835
- Kelil jofi, Ausgaben: Konstantinopel 1581 und 'Eupatoria 1847
- Seder tefillot, Ausgaben: Daniel Bomberg, Venedig 1525–29; Kale 1734 und 1805; Eupatoria 1836